# Liste der Bodendenkmale in Belgern-Schildau
In der Liste der Bodendenkmale in Belgern-Schildau sind die Bodendenkmale der Stadt Belgern-Schildau und ihrer Ortsteile nach dem Stand der Auflistung von Klaus Kroitzsch und Harald Quietzsch aus dem Jahr 1984 aufgelistet. Eventuelle Änderungen und Ergänzungen, insbesondere aus der Zeit nach der Wende, sind nicht berücksichtigt, da für Sachsen aktuell keine neueren allgemein zugänglichen Bodendenkmallisten vorliegen. Die Baudenkmale sind in der Liste der Kulturdenkmale in Belgern-Schildau aufgeführt.
| Denkmal-ID | Fundart             | Ortsteil    | Bezeichnung                           | Zeitstellung    | Lage | Bemerkungen | Bild |
| ---------- | ------------------- | ----------- | ------------------------------------- | --------------- | --- | --- | ---- |
| ?          | Befestigung > Burg  | Belgern     | Wehranlage                            | Mittelalter     | nordöstlicher Ortsrand, östlich und nordöstlich der Kirche, Geländesporn über der Elbe | überbaut und größtenteils eingeebnet, Grabenrest nordöstlich des Friedhofs und Innenböschung an der nordöstlichen Spornkante erhalten, Schutz seit 1. April 1960 |      |
| ?          | Befestigung > Burg  | Kobershain  | Wasserburg „Nonnenberg“               | Mittelalter     | nördlich des Orts in der Aue | Bühl mit umlaufendem, teils wasserführendem teils verlandetem Rechteckgraben und Außenwall, Schutz seit 11. Januar 1958                                          |      |
| ?          | Grabmal > Grabhügel | Mahitzschen | Gruppe von mindestens 10 Hügelgräbern | Bronzezeit      | westlich des Orts, Forstrevier Mahitzschen Abteilungen 29, 32 und 34, beiderseits der Straße nach Taura, auf dem Gebiet der Gemarkungen Mahitzschen und Mehderitzsch                         | Hügel mit bis zu 30 m Durchmesser und bis zu 2,5 m Höhe, Schutz seit 15. März 1959                                                                               |      |
| ?          | Befestigung > Burg  | Oelzschau   | Wasserburg                            | Mittelalter     | östliche Ortslage, Gutsbereich | erweiterter Bühl durch Herrenhaus überbaut, hufeisenförmiger Teich, Schutz seit 28. Januar 1982                                                                  |      |
| ?          | Grabmal > Grabhügel | Schildau    | Gruppe von 11 Hügelgräbern            | Bronzezeit      | südsüdöstlich des Orts im Bauernwald, Forstrevier Schildau Abteilung 60 | Hügel mit bis zu 30 m Durchmesser und bis zu 2,5 m Höhe, Schutz seit 17. Februar 1958                                                                            |      |
| ?          | Grabmal > Grabhügel | Schildau    | Gruppe von 32 Hügelgräbern            | Bronzezeit      | westnordwestlich von Ochsensaal im Heinitz, Forstrevier Ochsensaal Abteilungen 9 und 15, beiderseits des A-Wegs, auf dem Gebiet der Gemarkungen Schildau (27 Hügel) und Ochsensaal (5 Hügel) | Hügel mit bis zu 30 m Durchmesser und bis zu 4,5 m Höhe, größtenteils gestört, Schutz seit 28. Januar 1936, erneuert 9. Dezember 1957                            |      |
| ?          | besonderer Stein    | Sitzenroda  | Sagenstein „Teufelsstein“             | Mittelalter?    | mittlere Ortslage, östliche Wegzeile, Wegabzweig am Mühlengut | liegender Block, auf der Oberseite ein kreisrundes Flachrelief und zwei Vertiefungen, Schutz seit 15. August 1974                                                |      |
| ?          | besonderer Stein    | Sitzenroda  | Steinkreuz                            | Spätmittelalter | nördlich des Orts in der Mittelheide, Forstabteilung 70, westlich der Straße nach Bockwitz, nördlich der Kreuzung mit der Straße von Schildau nach Taura                                     | Schutz seit 25. März 1963 |      |
| ?          | besonderer Stein    | Sitzenroda  | Steinkreuz                            | Spätmittelalter | ostnordöstlich des Orts, Forstrevier Sitzenroda Abteilung 47, am Begrenzungsweg zu Abteilung 53                                                                                              | Schutz seit 25. März 1963 |      |
| ?          | besonderer Stein    | Taura       | Steinkreuz                            | Spätmittelalter | westlicher Ortsteil, nordwestlich am Weg, der von der westlichen Dorfzeile nach Südwesten abzweigt                                                                                           | Schutz seit 25. März 1963 |      |
| ?          | besonderer Stein    | Taura       | Steinkreuz                            | Spätmittelalter | westlicher Ortsausgang, Straßengabelung nach Schildau und Staupitz | Schutz seit 25. März 1963 |      |